# Ceintuurbrug

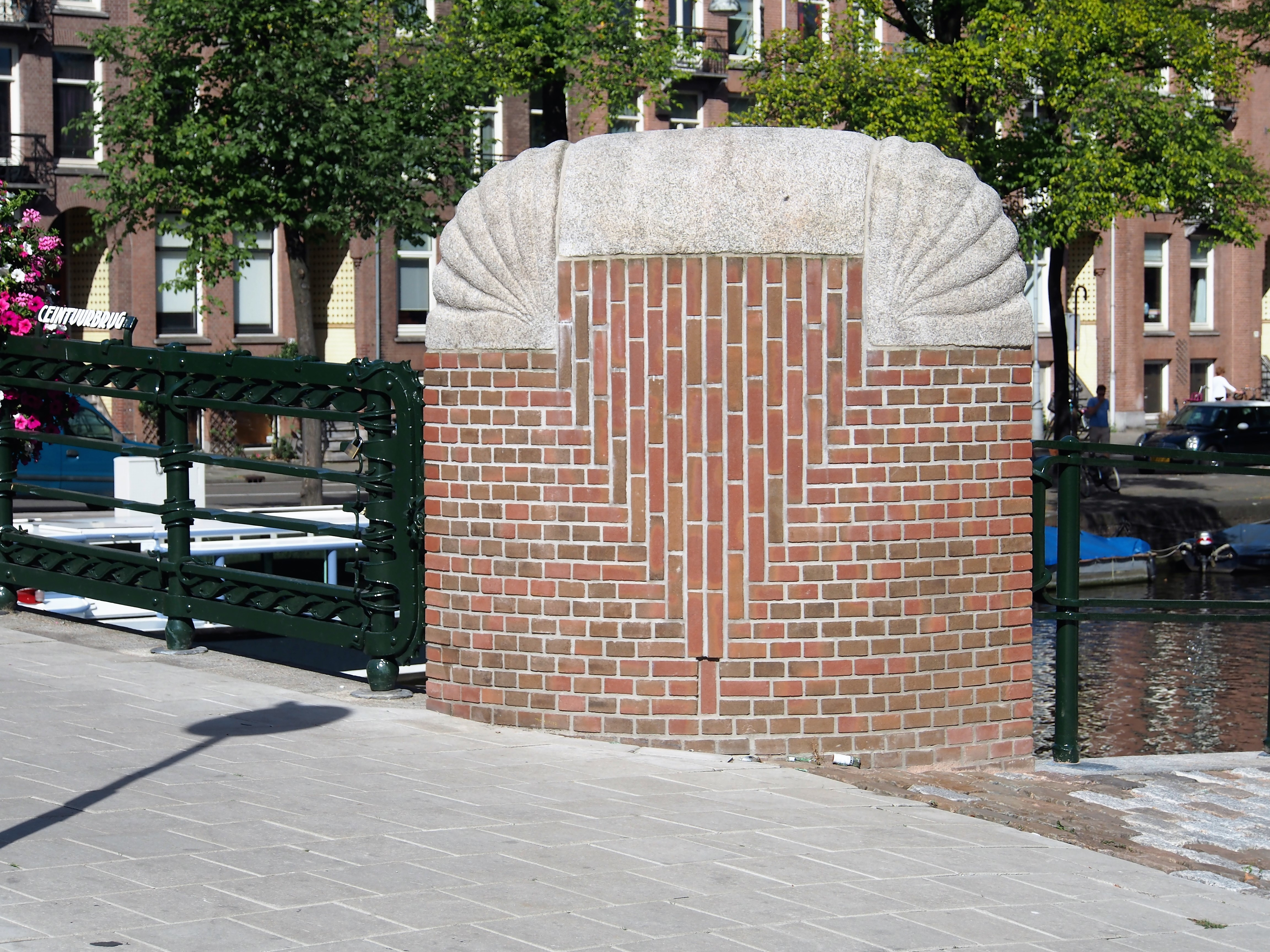
Een van de dekstenen in 2016

De Ceintuurbrug (brug nr. 116) is een plaatbrug over de Boerenwetering in Amsterdam-Zuid. De brug verbindt de Ceintuurbaan met de Roelof Hartstraat en maakt deel uit van de ring van straten die net buiten de binnenstadsring liggen. Men moet de brug niet verwarren met de Nieuwe Amstelbrug aan het andere eind van de Ceintuurbaan (brug nr. 101), ook wel "Ceintuurbaanbrug" genoemd. Er lopen tramlijnen over deze brug en daar de brug ook net aan de kruising met de Hobbemakade ligt is dit een drukke brug in de stad.

## Geschiedenis
In 1876 werden er plannen gemaakt voor het leggen van een brug hier. Probleem daarbij was echter dat ten zuiden van de Ceintuurbaan de gemeente Nieuwer-Amstel lag en er dus overlegd moest worden over wie wat zou gaan betalen. Er werd jaren gesteggeld over de plaats van de brug die De Pijp moest verbinden met de overkant en zo kwam het dat er op dit korte stukje Boerenwetering twee andere bruggen de voorkeur verdienden, de Diamantbrug bij de Albert Cuypstraat en de Korrelbrug bij de Eerste Jan Steenstraat. Ook ging meer belangstelling uit naar de aanleg van de Nieuwe Amstelbrug aan de andere kant van de Ceintuurbaan. De plannen voor brug kregen pas definitieve vorm in 1901 Op 3 juni 1901 vond de aanbesteding plaats, waarbij tevens de bruggen 261 en 262 elders in de stad aan bod kwamen. Er werd een aannemer gevonden die voor nog geen 45.000 gulden een brug kon aanleggen over de Boerenwetering. De Boerenwetering werd daarbij gestremd, maar voor de groenteschepen richting stad werd een klein hulpkanaaltje gegraven. De brug moet "zwaar" worden uitgevoerd, want er kwamen tramrails te liggen voor de (dan) toekomstige tramlijn. In 1926 werd besloten de brug te verbreden, er was hier meer verkeer gekomen.
De huidige brug is in wezen de brug uit 1927. Het was een ontwerp van Piet Kramer, opgetrokken in de stijl van de Amsterdamse School. Kramers hand is terug te vinden in de afwisseling van horizontaal en verticaal gemetseld baksteen en graniet, de siersmeedijzeren balustraden en de artistieke waaiervormige bewerking van sommige dekstenen van graniet.

## Renovatie 2014
Die brug werd begin 21e eeuw te smal bevonden voor de toenmalige verkeersaanbod. Ook was de fundering aan vernieuwing toe. In 2014 werd derhalve een grote verbouwing gestart met het oogmerk het verkeer wat meer ruimte te geven waarbij ook de tramhalte na 110 jaar is vervallen. Tijdens de werkzaamheden was op de brug uitsluitend het tramspoor beschikbaar waarbij de bovenleiding was overkapt met een stalen constructie om beschadiging te voorkomen. Voor fietsers en voetgangers was een houten noodbrug ten noorden van de brug gebouwd en het overige verkeer werd omgeleid. Op 16 oktober 2015 werd de 3,5 meter bredere brug voor al het verkeer heropend.

## Openbaar vervoer
Sinds 1904 rijdt tramlijn 3 over de brug. Tramlijn 24 kwam er in 1929 bij. Tramlijn 12 rijdt sinds 1977 over de brug. Tramlijn 24 werd in 2003 vanwege werkzaamheden voor de metro Noord/Zuidlijn omgeleid via de Diamantbrug. Op 18 april 2017 keerde lijn 24 terug op de oude route.
<<< · 100 · 101 · 102 · 103 ·  105 · 106 · 107 · 108 · 109 ·  110 · 111 · 112 · 113 · 114 · 115 · 116 · 117 · 118 · 119 · 120 · 121 · 122 · 123 · 124 · 125 · 126 · 127 · 128 · 129 · 130 · 131 · 132 · 135 · 136 · 137 · 138 · 139 · 140 · 141 · 142 · 143 · 144 · 145 · 146 · 147 · 148 · 149 ·  150 · 151 · 152 · 155 · 156 · 159 · 160 · 161 · 162 · 163 · 164 · 165 · 166 · 167 · 168 · 169 ·  170 · 171 · 172 · 173 · 174 · 175 · 176 · 177 · 178 · 179 · 180 · 181 · 182 · 183 · 184 · 185 · 186 · 187 · 189 · 190 · 191 · 192 · 193 · 194 · 195 · 196 · 198 · 199 · >>>
Brugnummers 104, 133, 134, 153, 154, 157, 158, 188 en 197 zijn niet (meer) in gebruik.